# Німецько-польські відносини
Німецько-польські відносини — двосторонні відносини між Німеччиною та Польщею, що мають давню і складну історію.
Ще в X столітті Польське Королівство династії П'ястів, засноване князем Мєшком І, мало близькі стосунки із Священною Римською імперією, які були, однак, затьмарені багатовіковими польсько-тевтонськими війнами, що призвели до перетворення Герцогства Пруссії на феодальне володіння Польського Королівства. Пруссія зберегла певний рівень автономії під владою Польщі. Пізніше, Королівство Пруссія повстало та взяло участь у поділах Польщі.
У 1918 Польща відновила свої території на європейській карті. Після Першої світової війни, Версальським договором Німеччину позбавили Західної Пруссії, Верхньої Сілезії, Данцигу і ці землі було передано Польщі. Веймарська республіка вважала цей вчинок великою несправедливістю, що спричинив захоплення влади нацистами у 1933 р. У 1939 р. Німеччина напала на Польщу і розпочала найкровопролитніший конфлікт в історії. Третій Рейх почав створювати концентраційні табори в окупованій Польщі, найбільший з яких розташовувався в Освенцимі. У Польщі було надзвичайно багато жертв та руйнувань під час війни. Після Другої світової війни Німеччина втратила свої колишні східні території Польщі та Радянського Союзу. У 1945–1950 рр. відбулась серія великих переселень, коли 16 мільйонів етнічних німців були змушені покинути свої домівки і переселитись в повоєнну Німеччину. Це було найбільше вимушене переселення людей за всю історію.
Під час Холодної війни відбулось покращення стосунків між комуністичними Польською Народною Республікою і Німецькою Демократичною Республікою. Відносини між Польщею та Західною Німеччиною залишались поганими, проте вони покращились після того, як канцлер Віллі Брандт започаткував «Нову східну політику». У 1990 р. Німеччина була об'єднана і польсько-німецьким договором було підтверджено кордон по лінії Одер — Ниса. Обидві держави зараз є союзниками Європейського Союзу та партнерами.

## Передмова
Середньовічна легенда про польську принцесу Ванду демонструє німецько-польську ворожнечу. За легендою, принцеса Ванда відмовилась одружитись із лицарем Рюдигером, німецьким правителем. Після цього він оголосив Польщі війну. На війні Ванда вбила Родигера своїм мечем і втопилась у Віслі для того, щоб звільнити Польщу від подальшої битви.

## Середньовіччя
Після того як у Х ст. на території Східної Франції із німецьких племінних герцогств утворилось Королівство Німеччина, приблизно у 960 р. західнослов'янські племена полянів, очолені князем династії П'ястів Мєшком І, змогли створити суверенну державу навколо Познані та Гнезно, в області, яка пізніше отримає назву Великопольща. Князь Мєшко значно розширив свої території, підкоривши Мазовію в середньому басейні Вісли, Сілезійські землі на кордоні із Богемією та колишні малопольські землі вздовж Вісли. Просуваючись на захід в Померанію і землі полабських слов'ян, у 962/63він вперше зустрівся із саксонськими силами маркграфа Геро І, правителя Саксонської Східної марки, що розташована між річками Заале та Бубром і заснована у 937 р. Отто І Великим. Оскільки Мєшко І не міг протистояти Геро І, то вирішив зміцнити своє князівство: він скріпив стосунки із богемським герцогом Болеславом І, одруживши з ним свою доньку Дубравку і прийнявши християнство у 966 р. Однак, наступного року Мєшко І знову зіштовхнувся із військами саксонського ренегата Вічмана Молодшого у битві за острів Волін на Балтійському узбережжі. У 972 р., в битві при Цедині князь також мав захищати польський кордон вздовж Нижнього Одера від військ маркграфа Одо І.
Тим часом, Польщі довелось зіткнутись із прагненням Отто І отримати світову владу, після того як він захопив Королівство Італія і у 982 р. Папою Іваном XII був коронований як імператор Священної Римської імперії. Відповідно до ідеї переходу імперії, імператор продовжить традиції Римської та Каролінгської імперій як захисник Католицької Церкви і перевершить усіх світських і церковних правителів. Мєшко прагнув покращити стосунки із Отто І: він виступив як друг імператора у Рейхстазі в Кведлінбургу в 973 і в 978 вдруге одружився з Одою, донькою Дітріха фон Хальденслебена, маркграфа Північної марки. У 984 р. син Мєшко І — Болеслав І Хоробрий одружився з донькою Рикдага, маркграфа Мейсена. Хоча, того ж року польський правитель, намовлений князем Болеславом II Побожним, втрутився у конфлікт між неповнолітнім Королем Оттоном III і поваленим герцогом Баварії Генріхом II. Болеслав вчасно перейшов на іншу сторону, коли зрозумів, що мати Оттона — Феофанія, переможе і це спричинить довготривалий конфлікт із Богемськими герцогами в Сілезії та Малопольщі. Мєшко декілька разів підтримував німецькі війська у сутичках із повсталими племенами лютичів (велетів) і до своєї смерті у 992 р. залишався вірним прихильником імператора. Не менш важливо, що Мєшко встиг укласти Дагоме Юдекс (лат. Dagome iudex) — документ, згідно з яким він передає своє королівство Схігнесне (лат. Civitas Schinesghe) під заступництво Святого Престолу.
Протягом Середньовіччя німці розширювали свої території в східному напрямку від сучасної західної і центральної Німеччини, в малонаселені регіони на схід від річок Ельба і Заале. Заселена німцями територія простягалась від Словенії та Естонії до півдня Трансільванії. Явище під назвою «розселення німців на схід» (нім. Ostsiedlung) супроводжувало територіальне розширення Священної Римської імперії та держави Тевтонського ордену. У різні часи, польські правителі династії П'ястів заохочували німців селитись на сході. Виникали етнічні конфлікти між новоприбулими переселенцями та місцевим населенням. У XIII ст. Польща страждала від нападів прусських племен. Щоб протистояти нападам, Конрад І Мазовецький найняв армію безробітних хрестоносців Тевтонського ордену. Після невдалих Прусських хрестових походів, в Тевтонського Ордену виникли конфлікти із Польською державою. В результаті, Тевтонський орден контролював все південно-східне узбережжя Балтійського моря. Вони залишались сильними до 1410 р., коли об'єднана польсько-литовська армія отримала перемогу над Тевтонським Орденом в битві під Танненбергом.

## Новий час
Після того як німецькі землі були втягнуті у рух Контрреформації та Тридцятирічну війну в XVI ст., Польща стала оплотом Римо-католицької церкви. У 1683 р. польська армія на чолі із Яном III Собеським допомогла розгромити османські війська у Віденській битві, зупинивши експансію Османської імперії в Європі і запобігши краху Священної Римської імперії.
У другій половині XVIII ст. Річ Посполита була тричі поділена між Російською імперією, Королівством Пруссії та Габсбурзькою монархією. Поділи відбулись у 1772, 1793 та 1795 роках. Наступні 123 роки не існувало Польської незалежної держави. Виникали різноманітні повстання проти поділів Польщі, в тому числі в Пруссії.

## Двадцяте сторіччя
1918–1939
Після здобуття незалежності у 1918 р., Польща отримала частини німецької території, отримані нею після поділів. Більша частина цих територій були польськими в попередніх століттях. Однак, в прикордонних районах Верхньої Сілезії та Великопольщі, польські та німецькі націоналісти боролись за право управляти землями. Зрештою, Польща відібрала майже всі провінції Великопольщі і промислову частину Верхньої Сілезії.

## Німецько-польські конференції щодо шкільних підручників з історії 1937–1938
Відбулось дві конференції для обговорення шкільних підручників з історії, що використовувались в Німеччині та Польщі:
1. Варшава, 28-29 серпня, 1937 р.
2. Берлін, 27-29 червня, 1938 р.

Польщу на конференції представляли професори Дабровський, Наврочинський і Ковальський. Німецькими делегатами були Обен, Фітцек і Арнульф Шредер.

## Друга Світова війна (1939–1945)
У 1939 р. нацистська Німеччина захопила Польщу і поділила країну разом із Радянським Союзом. У 1941 р. Гітлер здійснив операцію «Барбаросса» і напав на Радянський Союз.
На Тегеранській конференції 1943 р. Сталін вимагав, щоб кордон із повоєнною Німеччиною і Польщею був пересунутий на захід задля утворення буферної зони між Радянським Союзом і Німеччиною.
Після поразки Німеччини у 1945 р., така політика призвела до вигнання німців з територій повернених Польщі.

## Холодна війна (1945–1969)
Впродовж Холодної війни комуністична Польща мала гарні стосунки зі Східною Німеччиною, проте на початку Холодної війни стосунки із Західною Німеччиною були напруженими.

## Нова східна політика (1970–1989)
Відносини Польщі та Західної Німеччини покращились після впровадження «Нової східної політики» Віллі Брандта. У Варшавському договорі Західна Німеччина визнала лінію по річках Одер-Ниса західним кордоном Польщі.
Від падіння комунізму до прийняття в організації (1989–2004)
Після падіння комунізму Польща та об'єднана Німеччина мали загалом позитивні, проте частково напружені стосунки, які погіршувались через деякі політичні питання. Після розпаду Радянського Союзу Німеччина виступала ініціатором вступу Польщі до НАТО та Європейського Союзу. В цей час Польща отримувала відшкодування після Другої Світової війни і ця компенсація розподілялась через Фонд польсько-німецького примирення, який підтримувався обома державами.
Довжина польсько-німецького кордону 467 кілометрів.

## Вступ до Європейського Союзу (2004-)
Польсько-німецькі відносини напружуються, коли піднімаються питання Другої Світової війни і повоєнного примусового переселення німецьких жителів з територій, відібраних Польщею. Рідкісні ксенофобні вислови консервативних політиків з обох держав, найбільш відомими з яких є Еріка Штайнбах та Ярослав Качинський, сповільнюють покращення відносин.
24 вересня 2013 р. Лех Валеса зазначив, що прагне побачити об'єднання Польщі та Німеччини для покращення економіки; також він вважає, що європейські кордони не мають значення і в майбутньому будуть змінюватись.
У 2019 р. Польща проводить реформу суду, через що має загрозу виходу із ЄС,